# Zwergmännchen

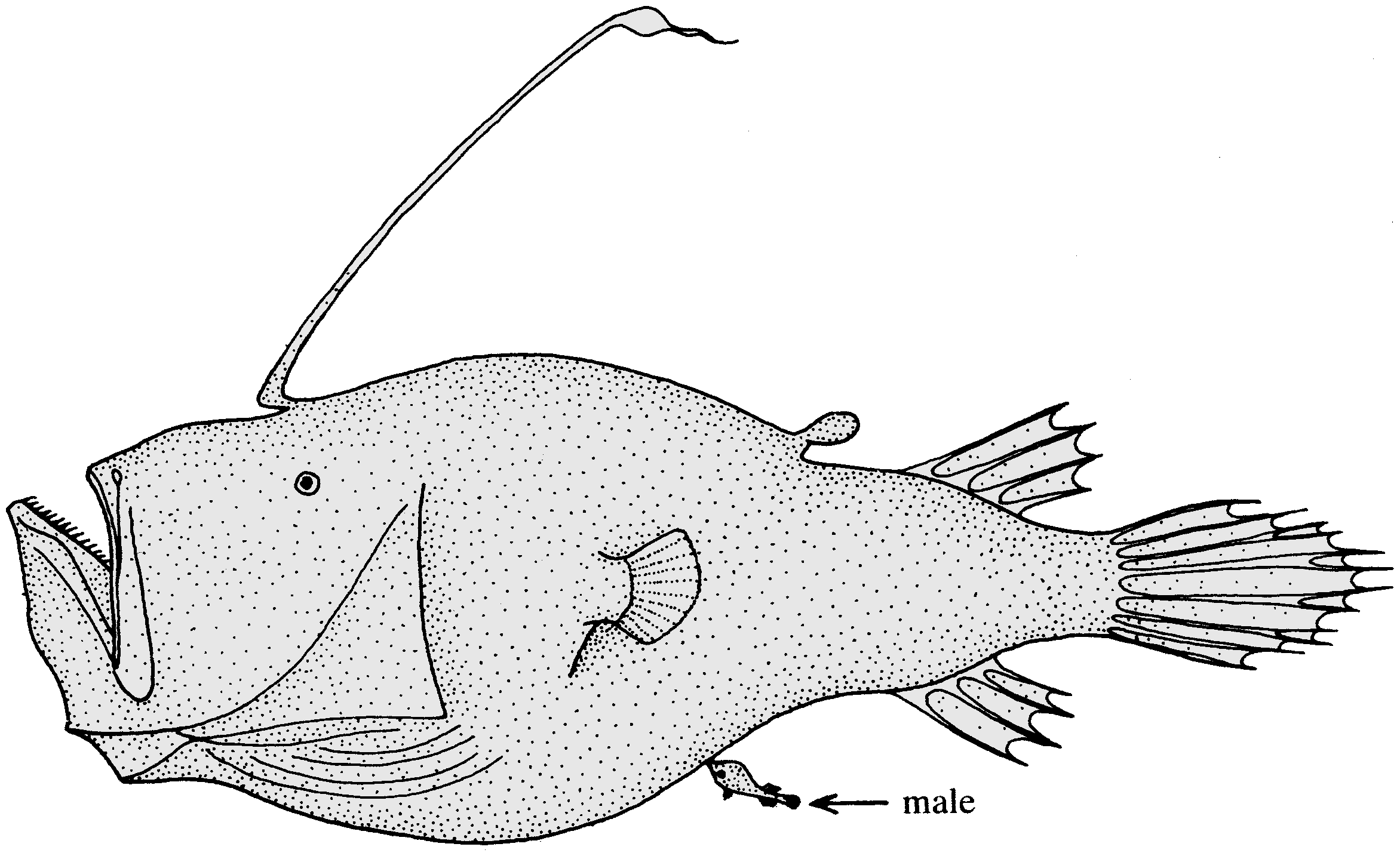
Der Rutenangler Cryptopsaras couesii, ein Tiefsee-Anglerfisch. Weibchen mit Zwergmännchen

Als Zwergmännchen bezeichnet man in der Zoologie ein ausgewachsenes Männchen einer Art, das im Vergleich zu den weiblichen Exemplaren wesentlich kleiner ist. Dieser extreme Sexualdimorphismus ist vor allem bei Wirbellosen sowie bei manchen Tiefseefischen anzutreffen.
Zwergmännchen nutzen wegen ihrer geringen Größe oft andere Nahrungsressourcen als die Weibchen, so dass sich die Nahrungskonkurrenz zwischen den Geschlechtern verringert. In dünn besiedelten Lebensräumen (z. B. Tiefsee) lebt das Männchen oft am oder sogar im Körper des Weibchens und steht so bei der Eiablage ohne energieraubende Suche für die Befruchtung zur Verfügung.
Männchen benötigen zur Produktion der Spermien eine geringere Körpergröße als die Weibchen zur Produktion der nährstoffreichen Eizellen. Mitunter dient das Männchen dem Weibchen nach der Paarung auch als Nahrung, falls es sich nicht schnell genug entfernt.
Beispiele für das Auftreten von Zwergmännchen:
- einige Spinnen
- viele Rankenfußkrebse
- Papierboote (Tintenfische)
- einige Würmer, z. B. Bartwürmer der Gattung Osedax oder Igelwürmer der Familie Bonelliidae, am besten untersucht bei dem Grünen Igelwurm
- Tiefseefische wie die Tiefsee-Anglerfische: bei manchen Arten verwächst das degenerierende Männchen mit dem Weibchen vollkommen und wird vom weiblichen Blutkreislauf mit ernährt[1] (Parabiose bzw. Parasitismus[2]).

Bei dem  Buntbarsch Lamprologus callipterus aus dem ostafrikanischen Tanganjikasee gibt es sowohl normal große Männchen als auch Zwergmännchen. Die kleinere Morphe kann unbemerkt in das Nest des größeren Konkurrenten eindringen und die dort abgelegten Eier besamen.